# Lionel Justier
Lionel Justier, né le 31 août 1956 à Asnières-sur-Seine et mort le 11 avril 2025 à Beauvais, est un footballeur professionnel français évoluant au poste de milieu de terrain entre 1975 et 1989.